# Бенуа Пуліо
Бенуа Пуліо (фр. Benoît Pouliot; 29 вересня 1986, м. Альфред, Канада) — канадський хокеїст, лівий нападник. Виступає за «Бостон Брюїнс» в Національній хокейній лізі.
Виступав за «Садбері Вулвз» (ОХЛ), «Х'юстон Аерос» (АХЛ), «Міннесота Вайлд», «Гамільтон Бульдогс» (АХЛ), «Монреаль Канадієнс».
В чемпіонатах НХЛ — 192 матчі (38 голів, 35 передач), у турнірах Кубка Стенлі — 22 матчі (2 передачі).
У складі молодіжної збірної Канади учасник чемпіонату світу 2006.
Досягнення
- Переможець молодіжного чемпіонату світу (2006).